# Guardi (famiglia)
I Guardi sono stati un'importante famiglia di pittori che per tre generazioni ha realizzato opere artistiche nel Veneto, in Lombardia e a Vienna, opere di carattere rococò e vedutista, lasciandoci una immagine suggestiva di Venezia, città che divenne per tanto tempo la loro principale residenza.

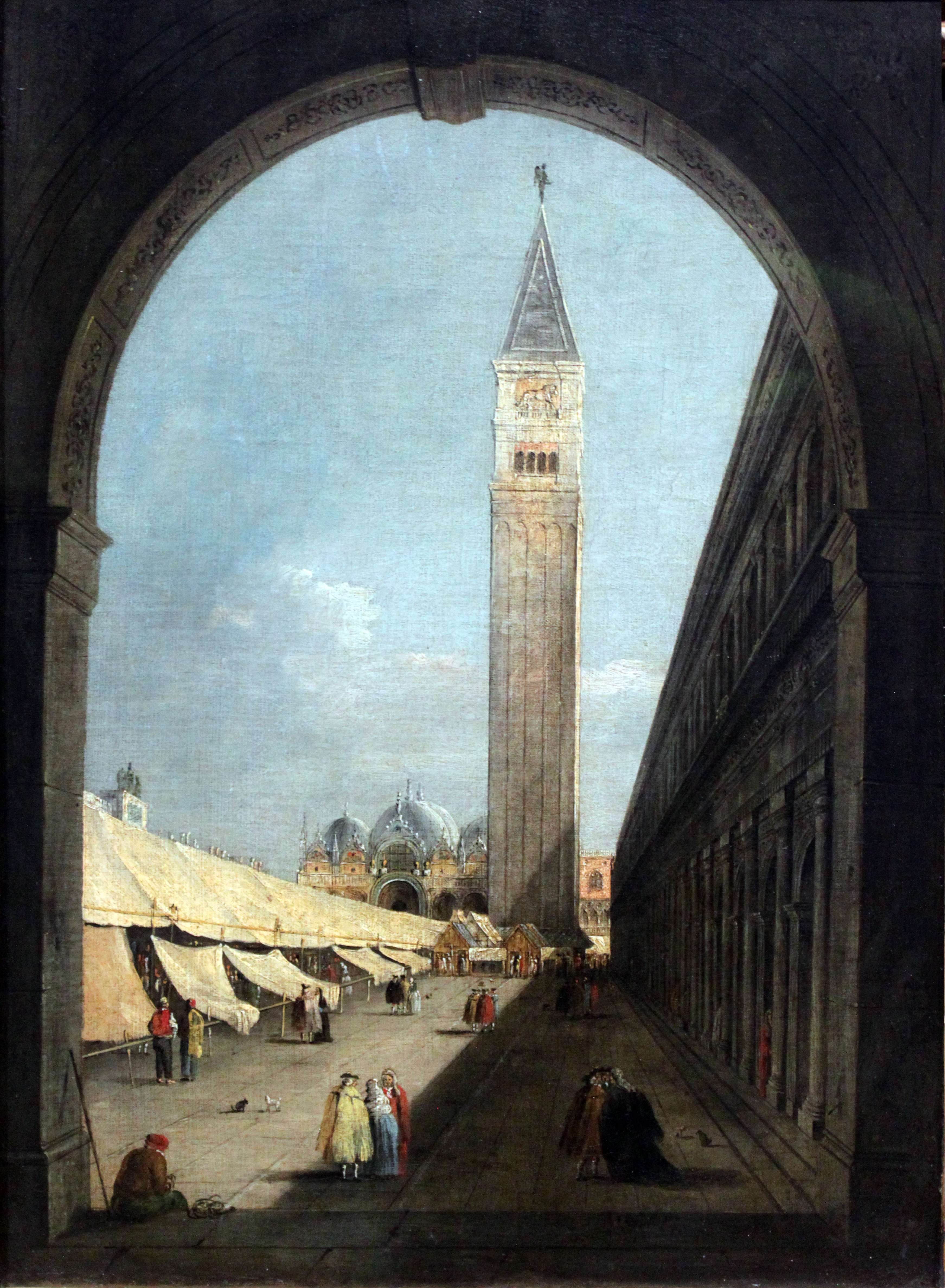
Giacomo Guardi, Piazza San Marco a Venezia, 1795

## Le origini
I Guardi hanno svolto la loro attività artistica di pittori dalla seconda metà del XVII secolo fino alla prima metà del XIX coprendo tre generazioni. 
La famiglia è originaria di Commezzadura nella Val di Sole documentata dal XVI secolo, e investita dal titolo nobiliare da Ferdinando III.
Il capostipite Guardo de Guardi non aveva avuto nessun privilegio da questo titolo non essendo primogenito, e avendo una famiglia numerosa da mantenere si trovò in difficoltà economica. Fu proprio per questo motivo che mandò il suo primo figlio Domenico a Vienna da uno zio canonico della cattedrale di Santo Stefano che avrebbe potuto avviarlo nella carriera artistica.

## Domenico (Mastellina, 22 maggio 1678 - Venezia, 16 ottobre 1716)
Domenico, figlio di Guardo, nacque a Mastellina  e fu il primo della famiglia a intraprendere la carriera di pittore. 
Venne mandato dal padre a Vienna presso il canonico Giovanni, zio paterno, che avrebbe dovuto aiutarlo ad iniziare la carriera artistica. Domenico mantenne contatti con la comunità di emigranti provenienti dalla Val di Sole diventando amico del pittore Antonio Bellucci, amicizia importante tanto che questi gli fece da padrino al battesimo del primo figlio Gianantonio. Lavorò per la famiglia Giovanelli che aveva proprietà sia nel Veneto nella bergamasca e nel Tirolo, questo sarà un contatto importante anche per la carriera dei figli nati dal matrimonio con Maria Claudia Pichler. 
Difficile stilare l'elenco delle sue opere, Domenico morì a soli trentasette anni a Venezia nella contrada di Santa Maria Formosa, dopo una breve malattia lasciando la sua bottega ai sei figli tra i quali Gianantonio, Francesco e Nicolò che proseguirono la carriera paterna.

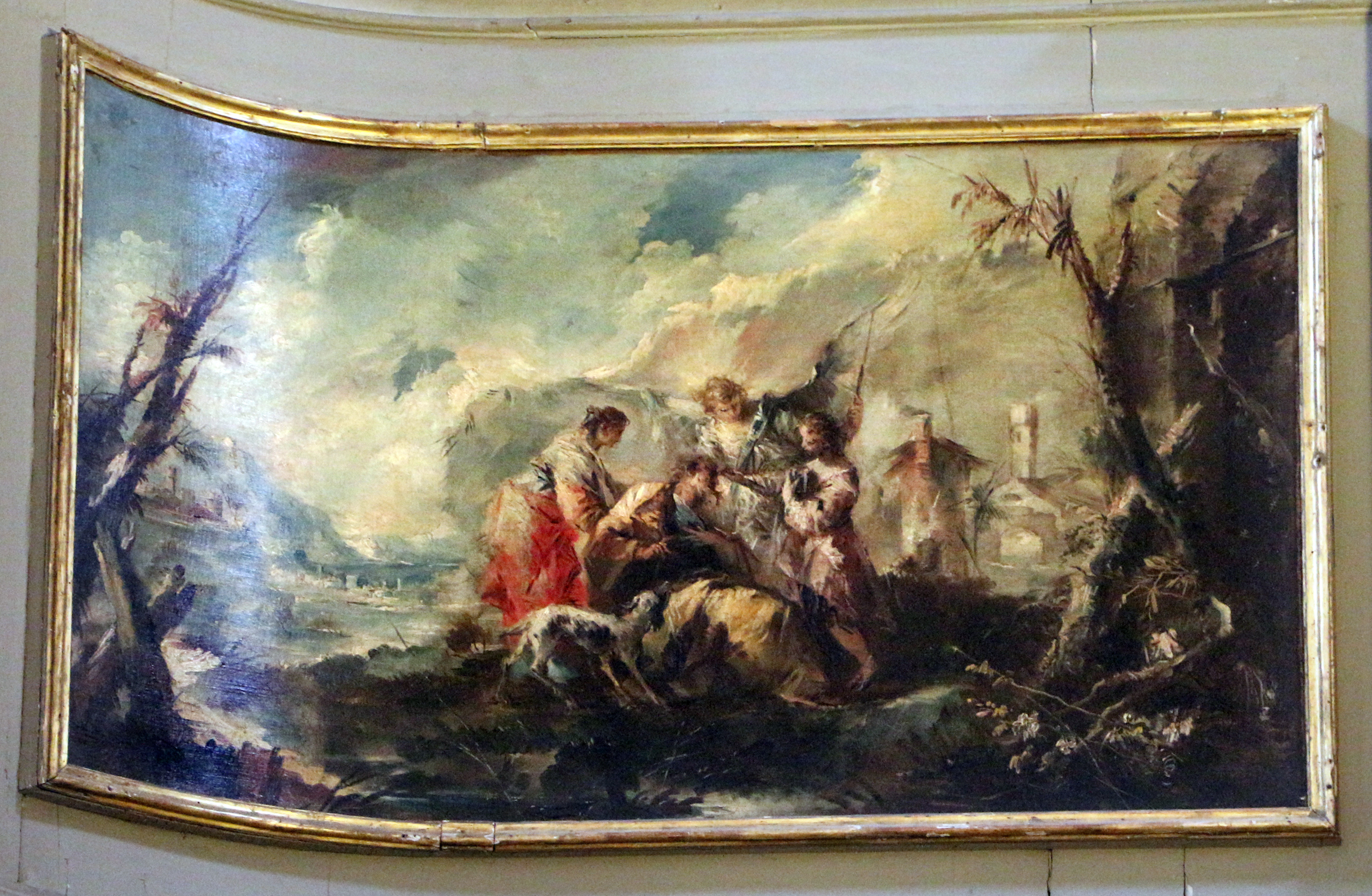
Antonio Guardi, Storie dell'arcangelo Raffaele, 1750-53

La figlia Maria Cecilia Guardi dopo la sua morte andò in sposa al pittore Giambattista Tiepolo.

## Gianantonio (Vienna, 27 maggio 1699 – Venezia, 23 gennaio 1760)
Gianantonio figlio primogenito di Domenico, si trovò orfano a soli 16 anni con l'obbligo della gestione di una bottega e la famiglia paterna da sostenere. Furono i Giovanelli a commissionare a lui e al fratello Francesco i primi lavori. Successivamente il pittore lavorò per Johann Matthias von der Schulenburg, ma non riuscì mai ad ottenere lavori remunerativi. 
Imparò presso la sua bottega Casanova, che dichiarò che quelli erano stati anni difficili. Realizzò il ciclo delle storie di Tobia sul parapetto dell'organo per la Chiesa dell'Angelo Raffaele a Venezia, e qui visibile la sua tecnica di grandi pennellate che smangia i contorni delle figure con forti variazione di colore. Fu considerato uno dei rappresentanti del Rococò veneziano.

## Francesco (Venezia, 5 ottobre 1712 – Venezia, 1º gennaio 1793)

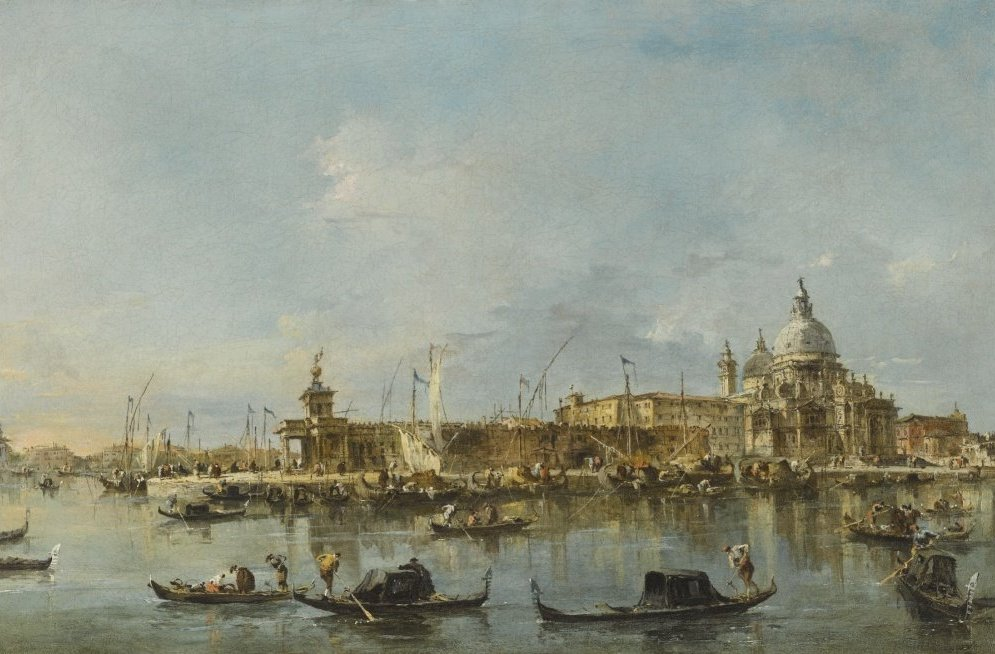
Francesco Guardi, Canal Grande e chiesa di Santa Maria della Salute

Francesco figlio di Domenico, rimasto orfano giovanissimo, lavorò alla bottega ereditata dal padre con il fratello Gianantonio, e con lui lavorò presso i Giovanelli, anche se poi i due fratelli seguirono strade differenti.  Lavorò presso Michele Marieschi. Al pittore sono assegnati ben 850 lavori, alcuni per chiese altri per collezioni private. Sposò nel 1757 Maria Mathea Pagani, figlia del defunto pittore Matteo Pagani che morirà di parto nel 1769,  dando alla luce il suo terzo figlio. Si iscrive nella Fraglia dei pittori veneziani.
Francesco formò con il Canaletto, Bernardo Bellotto, la scuola di vedutisti veneziani, genere pittorico nato nel Settecento che si occupava di paesaggi o di città riprese dal vero. Della famiglia è sicuramente l'artista maggiormente conosciuto.

## Nicolò (Venezia, 9 dicembre 1715 - Venezia 1786)
Nicolò aveva solo un anno quando rimase orfano di padre Domenico, sicuramente crebbe seguendo la scuola del fratello Gianantonio.
Poco si conosce della sua attività pittorica se non fosse nominato nel catalogo di don Giovanni Vianelli di Chioggia dove viene definito paesaggista di nome. Il sacerdote era uno dei più grandi estimatori del fratello Francesco. Sicuramente egli lavorò all'ombra dei due fratelli, a lui vengono attribuite le tele del 1745 e 1753 presenti nel Museum of art di Baltimora raffiguranti la Chiesa della Salute e il Canal Grande a san Geremia, e quattro tele con l'Accademia di Vienna del 1744.

## Maria Cecilia (Venezia, 1703 – Venezia, 1779)
Maria Cecilia era figlia di Domenico. Rimasta orfana di padre molto giovane e trovandosi in difficili condizioni economiche, si sposò a soli sedici anni con Giambattista Tiepolo ventitreenne, al quale diede dieci figli. Il matrimonio fu celebrato segretamente perché la famiglia dello sposo non era favorevole alle nozze: la sposa, infatti, non portava una dote adeguata. Maria Cecilia verrà immortalata in alcuni dipinti del Tiepolo nei personaggi femminili di Cleopatra, Campaspe, la mitologica principessa Europa e Bithia, la figlia del faraone che salvò Mosè. Il figlio Lorenzo ne farà di lei un ritratto.

## Giacomo (Venezia, 13 aprile 1764 – Venezia, 3 novembre 1835)

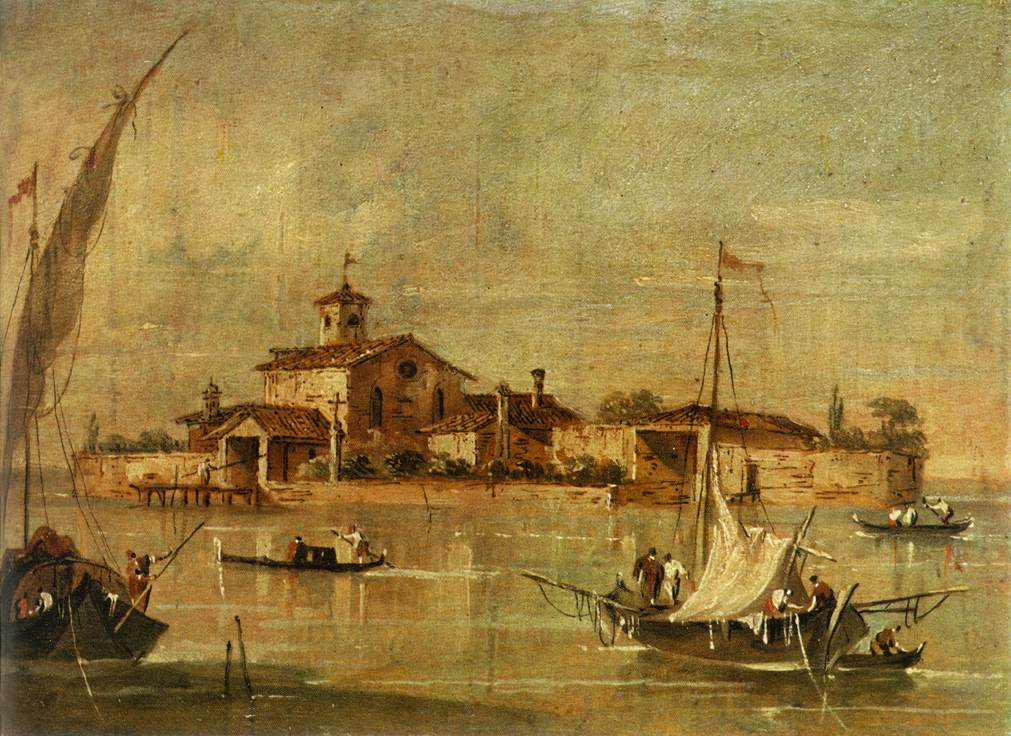
Giacomo Guardi, Paesaggio nei dintorni di Venezia

Giacomo figlio di Francesco, proseguì le orme del padre dipingendo capricci e vedute ma non riuscì mai a raggiungere la sua notorietà né il suo livello artistico, malgrado le sue opere siano conservate nei musei di tutto il mondo.
Nel 1829 egli vendette molte delle sue opere e del padre al principe Teodoro Correr: se ne conservano ben 111 nel museo Correr di Venezia.